# 地主敏樹
地主 敏樹（じぬし としき、1959年 - ）は、日本の男性経済学者。専攻は米国の金融部門、中でも金融政策。学位は、Ph.D.（ハーバード大学）。2019年より神戸大学名誉教授。関西大学総合情報学部教授。2014年神戸大学経済経営学会会長。2018年日本金融学会会長。
神戸大学経済学部卒業、神戸大学大学院経済学研究科博士前期課程修了、米国ハーバード大学大学院博士課程修了（Ph.D.）。神戸大学経済学部講師、神戸大学経済学部助教授、神戸大学大学院経済学研究科教授を歴任

## 著書

### 単著
- 『アメリカの金融政策 - 金融危機対応からニュー・エコノミーへ』（東洋経済新報社、2006年）

### 共著
- （藤原秀夫・小川英治）『国際金融』（有斐閣、2001年）
- （大野早苗・小川英治・永田邦和・藤原秀夫・三隅隆司・安田行宏）『金融論』（有斐閣、2007年）

### 共編著
- （村山裕三）『アメリカ経済論』（ミネルヴァ書房、2004年）

### 訳書
- N・グレゴリー・マンキュー『マンキューマクロ経済学（1 - 2）』（東洋経済新報社、1996年／第2版、2003年 - 2004年）
- N・グレゴリー・マンキュー『マンキュー経済学（1 - 2）』（東洋経済新報社、2000年 - 2001年）